# Caroline Boudoux
Caroline Boudoux est une ingénieure et scientifique canadienne spécialiste de l'imagerie médicale et plus généralement, de la biophotonique.

## Biographie

### Origines
Caroline Boudoux vient de Saint-Nicolas, sur la rive sud de Québec. D'origines belges, son père était ingénieur forestier et sa mère avait une formation de pharmacienne, mais a travaillé dans l'administration scolaire au Québec. 
À l'école, elle était douée en mathématiques et en physique, mais s'intéressait à la médecine. C'est pour cela qu'elle a choisi d'étudier le génie biomédical. Dans son enfance, elle appréciait l'équitation. 

### Formation
Caroline Boudoux a obtenu en 2001 un baccalauréat en génie physique de l'Université Laval. Ses études l'ont menée à effectuer un stage à TRIUMF : le Centre canadien d'accélération des particules, et à l'Hôpital de l''Université de la Colombie-Britannique sur la tomographie par émission de positrons. Elle a ensuite obtenu un doctorat en génie biomédical du Massachusetts Institute of Technology (MIT) en 2007. Il s'agissait d'un programme conjoint avec l'Université Harvard. Sa thèse portait sur le développement d'un endoscope pouvant passer par les voies naturelles. Elle cite les professeurs Brett Bouma et Gary Tearney comme ses mentors à cette époque. 

### Activités scientifiques
Spécialisée dans l'utilisation de la fibre optique dans l'imagerie médicale, Caroline Boudoux est professeure à Polytechnique Montréal depuis 2007 au Département de génie physique.  
Elle a commencé sa carrière de chercheuse comme stagiaire postdoctorale au Laboratoire d'Optique et de Biosciences de l'École Polytechnique de Paris où ses travaux de recherche portaient sur la microscopie non linéaire.  
En plus de son emploi à Polytechnique Montréal, elle est affiliée au Centre de recherche du CHU Sainte-Justine, membre de l'Institut biomédical de l'Université de Montréal et de Polytechnique Montréal, et a été professeure invitée à Stanford en 2015 grâce à une bourse de Fulbright Canada. Présentement, Boudoux est directrice du Laboratoire d’optique diagnostique et d’imagerie (LODI). Elle accorde une grande importance à la place des femmes en génie, particulièrement en recherche et aux études supérieures, et apprécie particulièrement l'enseignement. 
Son livre Fundamentals of Biomedical Optics, sur la fibre optique pour l'imagerie médicale, est un livre de référence utilisé par des étudiants en génie de partout dans le monde. L'auteure a interviewé des spécialistes pour chaque chapitre de son livre, puis l'a fait révisé par les pairs.
Elle a aussi publié un livre intitulé Introduction à la conception en ingénierie, un ouvrage général pour guider les étudiants qui débutent une formation en génie.
Son dernier livre, It Goes Without Saying: Taking the Guesswork Out of Your PhD in Engineering, est un ouvrage pour accompagner les doctorants en génie dans leur parcours.

### Autres activités professionnelles et réalisations
En 2013, elle a cofondé l'entreprise Castor Optics avec Nicolas Godbout, professeur de génie physique à Polytechnique Montréal, afin de commercialiser leur système de fibres optiques pour la tomographie par cohérence optique (TCO). La technologie est mise en marché par Thorlabs, un distributeur d'équipement d'optique du New Jersey. L'entreprise est située à Saint-Laurent et offre également son expertise en utilisation de la fibre optique aux entreprises. Selon elle, son travail dans l'entreprise permet d'améliorer son enseignement, car elle comprend mieux les besoins de l'industrie.
Elle est membre du conseil d'administration de l'entreprise canadienne INO depuis 2021, ainsi que de celui de la société savante Optica (Advancing Optics and Photonics Worldwide) depuis 2024.
Boudoux a été la personnalité de la semaine La Presse en 2017 et a fait partie de l'exposition Physique de Femmes, créée par le Centre national de la recherche scientifique (CNRS) et le Ministère de l'Éducation, du Loisir et du Sport du Québec en 2008.
Depuis 2023, Boudoux est collaboratrice en science et environnement à l'émission scientifique Moteur de recherche à ICI Radio-Canada Première.

## Œuvre

### Livres
- Caroline Boudoux, Xavier Attendu et Jérémie Villeneuve, Introduction à la conception en ingénierie, Montréal, Pollux, 2017, 202 p. (ISBN 9781389109348)[6]
- (en) Caroline Boudoux, Fundamentals of biomedical optics : from light interactions with cells to complex imaging systems, Pollux, 2017, 428 p. (ISBN 9781366588265)[7]
- (en) Caroline Boudoux, Tools of Optics, Montréal, Pollux, 2020, 194 p. (ISBN 9781715295448)
- (en) Caroline Boudoux, It goes without saying : taking the guesswork out of your PhD in engineering, Cambridge, The MIT Press, 2024, 313 p. (ISBN 9780262548205)[15]

## Prix et distinctions
- 2011 : Prix « Ça mérite d'être reconnu » des Rendez-vous du Savoir[9].
- 2021 : Prix mentorat du ministère de l’Enseignement supérieur du Québec[19].
- 2022 : Prix d'excellence en enseignement de Polytechnique Montréal[20].
- 2023 : Honoris Genius - Recherche ou enseignement du génie, Ordre des ingénieurs du Québec[21].
- 2020 : SPIE Fellow, International Society for Optics and Photonics[22].
- 2025 : Optica Fellow[23].